# Ambiente obesogenico
Un ambiente obesogenico è quell'ambiente che favorisce l'aumento di peso e l'obesità tra la popolazione. Questo contesto comporta una combinazione di fattori che promuovono e incentivano il consumo di alimenti poco salutari e uno stile di vita sedentario. Gli ambienti obesogeni facilitano l'aumento di peso e l'obesità, aumentando il rischio di malattie croniche come il diabete di tipo 2, malattie cardiovascolari e alcuni tipi di cancro.

## Ambienti obesogenici
Negli ambienti obesogenici troviamo:
- Disponibilità di alimenti poco salutari. Molto presenti nei supermercati e nei punti vendita di cibo veloce, ultralavorati e ricco di calorie, grassi e zuccheri, generalmente più economici rispetto agli alimenti salutari.[5]
- Pubblicità di alimenti non salutari, con una promozione intensa di prodotti poco nutritivi, specialmente rivolta a bambini e adolescenti.[6]
- Un ambiente fisico con poca infrastruttura per l'attività motoria, con strade poco adatte al camminare o al ciclismo, progettate per facilitare la circolazione delle auto. Pochi parchi, palestre o aree ricreative vicine alle zone residenziali.[5]
- Uno stile di vita sedentario, con un tempo libero basato sull'uso della tecnologia, il ricorso ai mezzi di trasporto motorizzati e senza promozione dell'attività fisica.[6][5]
- Fattori socioeconomici che si correlano con l'obesità, con una relazione diretta tra un livello di reddito inferiore e un maggior consumo di alimenti poco salutari e tassi più bassi di attività fisica.[7][8]
- Fattori culturali e relazionali che influenzano lo stile di vita degli individui. Se le norme sociali e culturali favoriscono il consumo di grandi porzioni di cibo, e l'inattività fisica o il sovrappeso sono socialmente accettati, è più probabile che gli individui sviluppino obesità.[8]